# Punghyang-dong
Punghyang-dong (koreanska: 풍향동) är en stadsdel i stadsdistriktet Buk-gu i staden Gwangju i den sydvästra delen av Sydkorea,  270 km söder om huvudstaden Seoul.